# USA i olympiska vinterspelen 1968
USA deltog med 95 deltagare vid de olympiska vinterspelen 1968 i Grenoble. Totalt vann de en guldmedalj, fem silvermedaljer och en bronsmedalj.

## Medaljer

### Guld
- Peggy Fleming - Konståkning.

### Silver
- Tim Wood - Konståkning.
- Terry McDermott - Skridskor - 500 meter.
- Jenny Fish - Skridskor - 500 meter.
- Mary Meyers - Skridskor - 500 meter.
- Dianne Holum - Skridskor - 500 meter.

### Brons
- Dianne Holum - Skridskor - 1 000 meter.